# Сальса
Са́льса (исп. salsa — «соус») — музыкальный жанр, популярный в основном в Латинской Америке и среди выходцев из неё. 
Сальса включает много стилей и вариаций; в широком смысле термин можно использовать для практически любой музыки латиноамериканского происхождения (к примеру, ча-ча-ча, болеро, мамбо). В более узком смысле термин относится к стилю, разработанному в 1960—1970-х г иммигрантами из стран Латинской Америки в Нью-Йорке и его окрестностях, а также к его ответвлениям, таким, как сальса романтика в 1980-х годах. Этот музыкальный стиль сейчас распространён не только в Латинской Америке, но по всему миру. Самыми близкими стилями к сальсе являются мамбо и сон начала XX века, и латиноамериканский джаз. Вообще, термины «латиноамериканский джаз» и «сальса» зачастую используют как синонимы; многих музыкантов относят к обеим областям, особенно это относится к музыкантам до 1970 годов.
Стилистически сальса содержит в себе пуэрто-риканские, кубинские, колумбийские и другие латиноамериканские влияния, включая поп, джаз, рок, R’n’B.
Современная сальса в основном ориентирована на танец и под неё танцуют различные стили, такие как стиль Касино, стиль LA, стиль NY. Последние годы значительно выросла популярность одной из разновидностей сальсы — тимба. Эта волна популярности также отразилась и на танцевальном стиле сальсы. Все ключевые движения сальсы исполняются под 4 музыкальных счета и состоят из быстрого и медленного шага.

## История
Авторство названия приписывается одному из менеджеров студии звукозаписи «Fania». Характерные особенности — размер 4/4, фразировка с периодом в два такта, быстрый темп, сложный ритмический рисунок, являющийся комбинацией ритмов «тумбао» и «сон клаве».
Сальса объединяет множество стилей и их вариаций, этот термин может быть использован для описания большинства жанров, вышедших из Кубы, таких как Ча-ча-ча (chachacha) и Мамбо (mambo). Как бы то ни было, сальса относится к конкретному стилю, развитому в 1960—1970-х годах кубинскими и пуэрто-риканскими иммигрантами в Нью-Йорке, и его стилистическим производным, таким, как сальса романтика (salsa romantica).
Родиной сальсы, по большому счёту, является Латинская Америка, этот стиль является гибридом царивших там в разное время музыкальных стилей, смешанных с поп-музыкой, джазом, роком и R&B.
Сальса — наиболее популярная музыка в латиноамериканских танцевальных клубах и, как сказал Эд Моралес (Ed Morales), является «задающей ритм для всей латиноамериканской музыки». Композитор Питер Мануэль (Peter Manuel) назвал этот стиль «самой популярной танцевальной музыкой в пуэрто-риканских и кубинских сообществах и в центральной и южной Америке», так же этот композитор называл жанр «одним из наиболее динамичных и значительных панамериканских музыкальных явлений 70-х и 80-х годов». Современная сальса остаётся танцевально-ориентированным жанром и тесно связана со стилем танцевальная сальса (dancing salsa).
В наши дни стиль распространился по всей Латинской Америке и за границей. В некоторых странах этот стиль называют «музыкой тропиков» (musica tropical). Ближайшими родственниками сальсы являются мамбо и латиноамериканский джаз. Иногда термины латиноамериканский джаз и сальса являются взаимозаменяемыми. Некоторые музыканты играли в обоих жанрах, особенно в период до 1970 года.
Очень много сделали для развития Сальсы Тито Пуэнте, Селия Крус, Вилли Колон, Рэй Барретто